# Капович, Исаак Исаевич
Исаак Исаевич Капович (настоящая фамилия Коган; 1896, Леово, Бендерский уезд, Бессарабская губерния — 1972, Харьков) — советский педагог, экономист, организатор образования.

## Биография
Учился в Кишинёвском коммерческом училище и на историко-филологическом факультете Петербургского университета, окончил Новороссийский университет в Одессе. Был членом президиума одесского комитета Общества распространения ремесленного труда среди евреев России. Член Бунда с 1917 года и КП(б)У с 1921 года, член губернского бюро еврейской секции Одесского губернского комитета КП(б)У.
С 8 декабря 1923 по 1 сентября 1929 года был профессором политэкономии и исторического материализма и заведующим еврейским сектором (деканом еврейского отдела) факультета социального воспитания Одесского института народного образования (ОИНО), организованного в 1920 году на базе  фребелевских курсов и учительского института. Еврейский сектор в 1923 году состоял из двух факультетов, а впоследствии из агробиологической, социально-экономической и технико-математической секций, и был единственным высшим учебным заведением, готовящим преподавателей для еврейских средних школ и техникумов с обучением на идише на Украине, в том числе в трёх еврейских национальных районах, а также еврейского кинотехникума точной механики и еврейского педагогического техникума в Одессе. И. И. Капович был также членом педагогической и обществоведческой комиссий сектора, которые занимались разработкой учебных планов и программ, вопросами методики и педагогической практики, входил в комиссию «Записок Одесского ИНО». Литературную базу для учебной и научной подготовки студентов и преподавателей сектора обеспечивала Одесская еврейская академическая библиотека имени Менделе Мойхер-Сфорима. Студенты набирались по квотам из семи губерний Украинской ССР. 
В 1930 году Одесский институт народного образования был разделен на 3 учебных заведения: Одесский институт социального воспитания, Одесский институт профессионального образования и Одесский физико-химико-математический институт. Еврейский сектор ОИНО был переведён в Одесский институт социального воспитания, а И. И. Капович был направлен в Харьков, где работал профессором политэкономии в Харьковском университете.
Был арестован в 1937 году в Харькове, осуждён на 10 лет ИТЛ по обвинению в шпионаже, отбывал наказание в Коми АССР (освобождён в 1949 году), реабилитирован в 1955 году. Впоследствии вновь преподавал в Харьковском университете.

## Семья
- Жена — Гита Хаимовна Френкель (1897—1958), уроженка Кишинёва, преподаватель[13].
  - Сыновья — Эри (1928—1998), военнослужащий, и Юлий (1932—2011), архитектор.
    - Внуки — поэт и прозаик Катя Капович, математики Михаил Капович, Виталий Капович и Илья Капович[14].